# 柏林电视塔
柏林电视塔（德語：Berliner Fernsehturm）位于德國柏林东区的中心，靠近亚历山大广场，共高368米，是德国最高建筑物，同时也是欧洲第四高的建筑物。在1969年建成时，曾是世界第二高电视塔。現今，每年有超过100万人次的游客會到訪柏林電視塔，属于德国十大最受欢迎的景点。 
在1965年至1969年之间由德意志民主共和國的德国邮政在历史性的柏林中心（中间区域部分）建成了这座具有国际风格的电视塔。在1969年10月3日正式开放。该建筑超过城市西部建于1920年的柏林无线电发射塔达220米。作为象征以及地标它影响着城市的天际线。在柏林公司的开业典礼时除了使用勃兰登堡门，胜利柱以及国会大厦时，也经常使用电视塔作为首都的象征。
在内部被称为“电信发射塔 32”的建筑物主要功能除了用于发射各种广播和电视信号外，还作为观景塔包括203米的酒吧以及旋转餐厅。因此柏林电视塔也成为各项活动的举办地。这座深深影响着城市的建筑也经历了重大的标志性变革。曾近是原民主德国政治上的国家标志，在两德统一后成为的柏林统一象征由于其简约以及经典的建筑风格，人们在国际上越来越多将其作为柏林和德国的标志。在1979年民主德国将柏林电视塔作为文物保护建筑，在德国统一后继续保持。 
柏林电视塔的观光台设在204米处，在天气晴朗时可以看到42千米远，旋转餐厅在观光台上部，原为每小时旋转一圈，1990年改为每30分钟转一圈，电梯到达观光台需时40秒。

## 位置与周边环境
柏林电视塔处于亚历山大广场火车站的西南面，马克思-恩格斯广场的东北面。该建筑位置经常被错误地写成亚历山大广场的东北面。由于非常靠近这个著名的广场，因此电视塔也被称为亚历山大塔。
除了柏林地铁和轻轨车站，许多有轨电车和公交线都在亚历山大广场火车站有停靠点，从这里中间出口就可通向电视塔的入口。
在建造电视塔同时，70年代在亚历山大广场建成125米高的柏林国际宾馆，如今就是柏林拉迪逊的丽柏酒店。在1967年和1972年之间在电视塔的正南面红色市政厅旁边有一条市政厅大道。

## 历史

### 来历
1952年在斯德哥尔摩举行的欧洲无线电广播会议，该会议主要确定欧洲的无线电频段。由于当时许多国家并不承认民主德国的存在，所以只分配给两个电视广播频段。由于在柏林市区没法建立许多的小发射台，所以在接收电视广播时会造成信号叠加，故障或者缺失。为了进行无损失的全覆盖需要在尽可能高的地方建造大功率的发射台。在50年代柏林只有非常弱的德国电视广播信号。 
所以在1952年民主德国的德国邮政计划在柏林建造电视塔。计划首先考虑在柏林的东南面。在工程开启后就被立刻终止，因为地点距离柏林舍讷费尔德机场只有8公里，高大的电视塔会妨碍 飞机起降。经过不同调整方案的讨论，最终在1956年被终止。在同一年开始寻找替代地点同时许多地点都被讨论，也包括柏林腓特烈斯海因区，但是最终该计划由于当时柏林墙的建造迫于资金压力而最终放弃。 
此后继续寻找建造地点。除了作为电视广播信号发射台的作用，其作为柏林标志的政治效用愈发显现。由于该原因在1964年在市中心建造电视塔的计划由政府进行推动并且得到了德国统一社会党领导人的支持。最终选址工作完全被政治左右。 
在电视塔设计与建造过程中有许多建筑师参与，比如早期的Hermann Henselmann以及Jörg Streitparth， Fritz Dieter, Günter Franke 以及 Werner Ahrendt在1965-69年参与设计以及Walter Herzog, Gerhard Kosel和 Herbert Aust.

### 电视塔的建造
打地基工作在1965年8月4日开始并在1965年底结束。在1966年的3月15日开始电视塔底座的混泥土浇灌。浇灌工作非常顺利，在1966年10月4号就超过了100米。在1967年的6月16日达到了最终高度。高达248.78米重达26000吨的塔柱共消耗总共8000立方米的水泥。  
在浇灌塔柱的同时塔球（观光台）的准备工作也开始。 VEB Ipro主要承建将塔球安装在钢筋混泥土柱上，该球体被分为120块然后在地面进行组装。为此在1967年4月在玛丽教堂和红市政厅之间的工地上，在一个高达35米的塔柱模拟器上将塔球预安装好。该工作一直持续到1967年11月。施工成本也从原先预计的3千3百万马克升到9千5百万马克，因为部分建筑材料必须从西德进口。在1968年2月将塔球安装在塔体的工作开始。在1968年塔球的最后一块被安装。然后安装塔尖，在塔球上安装天线，之后在下一年开始内部建造工作。 
在1969年初水渗入塔球内部，造成了非常大的损失，因此塔球必须重新密封。直到1969年的10月3日开始进行内部建造，然后入场馆建造完成。由于各种延误电视塔最终在“难以置信”的53个月施工期后完成。共花费超过1亿3千2百万马克。
在官方称为柏林电视信号和甚高频发射塔，在1969年10月成为世界第二高电视塔。只有莫斯科的奥斯坦金诺电视塔比它高。同时其排在莫斯科电视塔和纽约帝国大厦之后成为世界第三高建筑。

### 開放之後
在1969年10月3日時任東德最高領導人瓦爾特·烏布利希和他的妻子洛特·烏布利希以及其他東德高層，包括君特·米塔格、赫伯特·瓦恩克、保羅·維爾納、魯道夫·舒爾茨、埃里希·昂纳克、维尔纳·兰贝茨以及埃里希·梅尔克主持了电视塔的落成典礼然后開播民主德國電視台的第二个電視频道DFF 2。这样在民主德国的彩色电视机可以接收到两个频道。对于公众开放始于1969年10月7日的共和日。 
从1970年2月16号从电视塔发出共5个广播频道信号; 第一个电视节目开始于1970年4月4号。1972年初两个馆用于展览，柏林信息中心，电影院以及餐厅。可供大约1000人同时用餐。  在1975年后通过了文物保护法，1979年柏林电视塔通过该法案。在民主德国倒台后联邦共和国继续承认其文物保护的地位。 
在1990年两德统一后，对拆除电视塔的呼声越来越高，但是聯邦德國决定保留。德国电信作为新的运营商投资5千万马克用于信号发射设备更新并对电视塔进行维护，在原先天线基础上新增了一个功率更强大的尖顶，这样电视塔由之前的365米，在1997年夏天达到368米。 
从2004年10月份开始电视塔成为柏林灯光节的建筑物，在此期间通过特殊安装灯光使其达到特别的艺术效果。由于2006年世界杯，运营商将塔球涂成金属色的足球。

## “教宗的復仇”

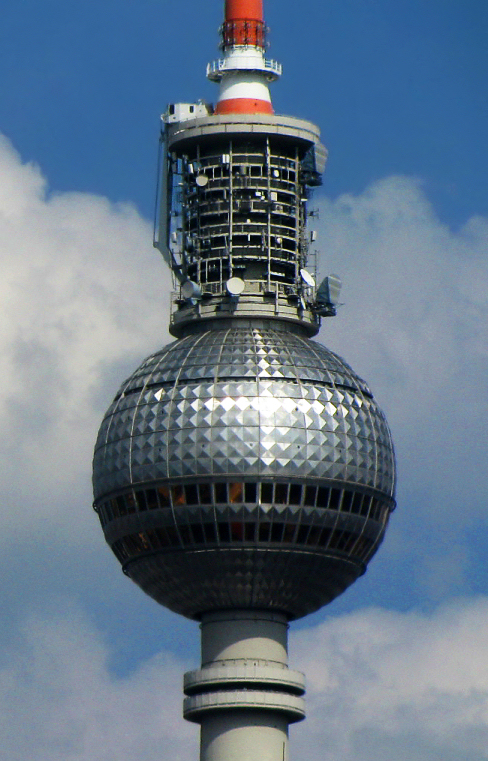
陽光反射在圓球形觀光台上的“十字架”光團

柏林電視塔落成沒多久，柏林市民就發現，每當陽光照射在電視塔204米高處的觀光台上時，光線會在圓球形的觀光台上反射出一個十字形的光團，酷似一個發光的十字架。
時值東德當局在其境內包括作為首都的東柏林強制關閉所有基督教／天主教教堂，拆除一切建築物上的十字架或類似十字形的標誌。對此，柏林市民（包括與東柏林一牆相隔的西柏林市民）把電視塔上的十字光團稱之為：“Rache des Papstes”，意即“教宗的復仇”。
由於時任東德最高領導人、統一社會黨總書記為瓦爾特·烏布利希，電視塔上的十字光團又被民眾戲稱為“聖瓦爾特”，以譏諷東德政府壓制民眾的信仰自由。
更為惡俗的調侃甚至把外觀筆直、高聳入雲的電視塔描繪為：“烏布利希最後的勃起”，嘲諷烏布利希當時已屆76歲高齡、健康每況愈下（事實上，電視塔落成4年之後，即1973年，烏氏就因中風而去世）。
美國總統雷根在1987年6月12日於西柏林發表的著名演說：“推倒這堵牆”中。
，也曾提及柏林電視塔“教宗復仇”這一奇景。雷根在其講詞中這樣說到：
几年前，东德人重建他们的教堂之前，他们在亚历山大广场建立了一个世俗建筑：电视塔。但实际上从那时开始，官方就一直在对他们认为是一个主要的缺陷进行修补：用油漆和各种各样的化学物对顶端的玻璃球体整容。可是直到今天，当太阳照射到这个球体--这个球体雄踞整个柏林上空--反光形成了一个十字架形状。在柏林，如同城市本身，爱的标志，和崇拜的标志，是不可压制的。
兩年後的1989年，柏林牆被推倒。翌年，東西德合併為德意志聯邦共和國，德國重歸統一。

## 網絡惡搞
2009年，一名28岁的德国男子蒂舍尔利用NASA火箭发射录音和柏林电视塔的影像资料，運用电脑合成技术製作了一段“NASA偷走了柏林電視塔”的惡搞影片，並迅速在互聯網窜红。据蒂舍尔介绍，他自小就居住在電視塔附近，创作此视频就是為了實現兒時的大胆幻想。他接受英国每日电讯报记者採訪時稱：“我小的时候一直认为这座塔是一枚火箭，现在利用电脑技术的支持，我的梦想终于成真了”

## 参观者和旅游
柏林电视塔不仅是发射塔，也是地标，旅游景点以及活动举办地。柏林电视塔是全欧洲最高的公众开放建筑。除了Rottweile的测试塔，柏林电视塔拥有德国第二高的观景点。 自从对外开放后的前三年就有总计超过4百万人参观了电视塔。 . 自从统一后每年有大约来自世界约90个国家超过120万游客。在2010年大约60%的游客来自外国，其中8.1%为西班牙人占居榜首，意大利人为7.6%然后是丹麦人为 6.7% 。塔球可以允许最多320人。每天5000名游客中大约1500人在电视塔餐厅用餐。在民主德国期间游客在咖啡厅停留时间被限制在60分钟，在观景台是30分钟。
两部载人电梯，每部载12人大约40秒后将游客带到203米高的观景点，在这也有全柏林最高的酒吧。通过60扇窗户将向游客提供柏林及其四周的全景。从观景点向上21级台阶就通向207米的旋转餐厅。该餐馆在一小时内旋转一圈。因为消防的原因，主厨房在塔底处。烧好的食物通过电梯送到餐厅，然后在小厨房内做最后的加工。消防措施除了在塔球下的两个疏散平台外整座塔内严禁吸烟 。坐轮椅的游客以及当前无法走路的游客无法参观电视塔，因为在紧急情况下无法在没有第三方的帮助下使用应急楼梯。此外宠物，婴儿车以及大型行李都由于安全原因无法带进。 
在开放后的42年，2011年6月14日由当时的柏林市长Klaus Wowereit 亲自向第五千万名游客表示祝贺。 通过观景台可以眺望整个柏林。如果天气好的情况下可以远眺看见60公里外的休闲公园“热带岛屿”。
全年向公众开放的电视塔在不同的季节都有相应的开放时间。在观景台的最后停留时间为23:30，最后去餐厅的时间为23:00。由于特殊原因，庆典，接待或者特别活动可以向最多200名游客出租公共区域。 在电视塔上也可以登记结婚。观景台的酒吧区域可以为新人以及亲友团预留最多30人。

## 技術資料
- 地基深度: 在2,70米和 5,80米之间
- 地基外直径: 42米
- 塔球直径: 32 米
- 塔球质量: 4800 吨
- 两部载人电梯
- 一部用于运输设备及技术人员的电梯
- 观景台在 203.78米高
- 餐厅在 207.53米高
- 球的使用面积: 5000平米
- 在216， 220和224米处有发射装置用于发射电视和广播信号还有测量人员的工作间
- 在最底层200米处有空调装置，在最上面处有用于消防的灭火气体中心。
- 急救平台在188米和191米。
- 150个不同的天线用于转播电视和广播信号。
- 20000平方公里的发射区域

### 頻道（以頻率排序）

#### 模擬FM電台
- 87.9 MHz – Star FM（德语：Star FM）
- 90.2 MHz – Radio Teddy（德语：Radio Teddy） （BBC World Service曾使用此頻率）
- 91.4 MHz – Berliner Rundfunk（德语：Berliner Rundfunk 91,4）
- 93.6 MHz – Jam FM（德语：Jam FM）
- 94.3 MHz – rs2（德语：94,3 rs2）
- 95.8 MHz – RBB Radio One
- 97.7 MHz – Deutschlandfunk（英语：Deutschlandfunk）
- 98.8 MHz – Kiss FM（德语：Kiss FM）
- 99.7 MHz – Antenne Brandenburg（德语：Antenne Brandenburg）
- 100.6 MHz – Motor FM（德语：100,6 Motor FM）
- 101.3 MHz – Klassik Radio（德语：Klassik Radio）
- 101.9 MHz – JazzRadio 101.9
- 102.6 MHz – RBB Fritz（德语：Fritz (Radio)）
- 103.4 MHz – Energy Berlin（德语：Energy Berlin）
- 104.6 MHz – 104.6 RTL（德语：104.6 RTL）
- 105.5 MHz –
- 106 MHz – Radio France Internationale

#### 數位廣播(DAB)/數位移動電視(DMB)
- Block 12B – 225.648 MHz (DAB)
  - FIRST Audio iDLS
  - Rock Antenne（德语：Rock Antenne）
- Block 12D – 229.072 MHz (DAB)
  - Deutschlandfunk
  - Voice of Russia
- Block LA – 1452.960 MHz
  - All Digital One stations (DAB)
  - Channel 4 (DMB)
  - E4 (DMB)
  - ITN (DMB)
  - ITV1 (DMB)

#### 數位電視(DVB-T)
- VHF 5 (177.5 MHz) – Mixed Berlin 1
  - WDR Fernsehen (Köln)
  - SWR Fernsehen (Baden-Württemberg/Rheinland-Pfalz)
  - HSE24（德语：HSE24）
- VHF 7 (191.5 MHz) – ARD regional programming
  - MDR Fernsehen (Sachsen)
  - arte
  - NDR Fernsehen (Niedersachsen)
- UHF 25 (506 MHz) – RTL Group
  - RTL
  - RTL II
  - Super RTL
  - VOX
- UHF 27 (522 MHz) – ARD national programming
  - Das Erste
  - rbb Fernsehen Berlin
  - Phoenix
  - EinsExtra/rbb Fernsehen (Brandenburg)
- UHF 33 (570 MHz) – ZDFvision
  - ZDF
  - 3sat
  - ZDFinfokanal
  - ZDFneo/KI.KA
- UHF 39 (618 MHz) – Mixed Berlin 4 (trial)
  - QVC
  - Das Vierte（德语：Das Vierte）
  - Bibel TV（德语：Bibel TV）
  - TVP Polonia (beginning January 2010)
- UHF 44 (658 MHz) – ProSiebenSat.1
  - ProSieben
  - Sat.1
  - kabel eins
  - N24
- UHF 56 (754 MHz) – Mixed Berlin 2
  - DSF
  - 9Live
  - Eurosport
  - TV.Berlin（德语：TV.Berlin）
- UHF 59 (778 MHz) – Mixed Berlin 3
  - n-tv
  - Euronews
  - 90elf Interactive
  - 15 radio channels